# Cannon Beach
Cannon Beach je město ve Spojených státech amerických. Leží v severozápadním Oregonu na pobřeží Tichého oceánu v okrese Clatsop County. V roce 2010 zde žilo 1 690 obyvatel.

## Historie názvu
Poprvé místo dnešního Cannon Beach zdokumentovala Lewisova a Clarkova expedice v roce 1805. Ta zde na pláži našla vyvrženou velrybu a na památku této události pojmenovala místní řeku Ecola Creek, podle Ehkoli, činukského výrazu pro velrybu. První osadníci řeku přejmenovali na Elk Creek a okolo jejího ústí založili stejnojmennou osada.
V roce 1846 vyplavilo moře jen několik mil od osídlení karonádu z amerického škuneru Shark, který ztroskotal na mělčinách. Tento kanón, znovuobjevený v roce 1898, byl příčinou změnu názvu města na Cannon Beach v roce 1922. Během této změny byla přejmenována i řeka Elk Creek, na památku Clarkova původního názvu zpět na Ecola Creek.